# Liste der Baudenkmale in Buchholz (bei Röbel)
In der Liste der Baudenkmale in Buchholz (bei Röbel) sind alle denkmalgeschützten Bauten der Gemeinde Buchholz (Mecklenburg-Vorpommern) und ihrer Ortsteile aufgelistet. Grundlage ist die Veröffentlichung der Denkmalliste des Landkreises Mecklenburgische Seenplatte (Auszug) vom 20. Januar 2017.

## Baudenkmale nach Ortsteilen

### Buchholz
| ID | Lage                               | Bezeichnung                                    | Beschreibung                       | Bild   |
| -- | ---------------------------------- | ---------------------------------------------- | ---------------------------------- | ------ |
| 82 | Dorfstraße, alter Friedhof (Karte) | Backsteinmauer mit 2 Portalen                  |                                    |        |
| 86 | Dorfstraße 7 (Karte)               | Wohnhaus mit                                   |                                    |        |
| 86 | Dorfstraße 7                       | Backofen                                       |                                    |        |
| 87 | Dorfstraße 9 (Karte)               | Haustür des Wohnhauses                         |                                    |        |
| 83 | Dorfstraße 18 (Karte)              | Haustür des Wohnhauses                         |                                    |        |
| 84 | Dorfstraße 19 (Karte)              | Wohnhaus mit                                   |                                    |        |
| 84 | Dorfstraße 19                      | Stall                                          |                                    |        |
| 85 | Dorfstraße 24 (Karte)              | Wohnhaus mit                                   |                                    |        |
| 85 | Dorfstraße 24                      | nördlichem Wirtschaftsgebäude,                 |                                    |        |
| 85 | Dorfstraße 24                      | südlichem Wirtschaftsgebäude und               |                                    |        |
| 85 | Dorfstraße 24                      | Torpfeilern an der Einfahrt zum Wirtschaftshof |                                    |        |
| 88 | Dorfstraße 45 (Karte)              | Wohnhaus mit Gaststätte                        |                                    |        |
| 89 | Dorfstraße 49 (Karte)              | Wirtschaftsgebäude                             |                                    |        |
| 90 | Dorfstraße 50 (Karte)              | Wohnhaus und ehem. Schule                      |                                    |        |
| 91 | Dorfstraße 52 (Karte)              | Wohnhaus                                       |                                    |        |
| 92 | Dorfstraße 58 (Karte)              | Wohnhaus und                                   |                                    |        |
| 92 | Dorfstraße 58                      | linkes Wirtschaftsgebäude                      |                                    |        |
| 93 | Dorfstraße 59 (Karte)              | Hofanlage mit Wohnhaus und                     |                                    |        |
| 93 | Dorfstraße 59                      | linkem Wirtschaftsgebäude und                  |                                    |        |
| 94 | Dorfstraße 65 (Karte)              | Wohnhaus mit                                   |                                    |        |
| 94 | Dorfstraße 65                      | angebautem Stall                               |                                    |        |
| 96 | Dorfstraße (Karte)                 | Kirche                                         | Saalkirche aus dem 14. Jahrhundert | Kirche |
| 97 | Dorfstraße                         | Kriegerdenkmal 1914/1918                       |                                    |        |

## Gestrichene Baudenkmale
- Buchholz, Dorfstraße 59, rechtes Wirtschaftsgebäude

## Quelle
- Karte der Baudenkmale im Geoportal des Landkreises